# Paul Wamo
Paul Wamo est un poète, auteur-compositeur-interprète kanak né sur l'île de Lifou en 1981. Acteur incontournable de la scène artistique de Nouvelle-Calédonie, il s'illustre par son maniement habile et expressif des mots, à l'oral comme à l'écrit. Il est installé en France métropolitaine depuis 2015 .

## Biographie
Paul Wamo Taneisi est né le 9 novembre 1981 en Nouvelle-Calédonie, d'un père Instituteur, chef de clan Nang dans le district de Wetr sur l'île de Lifou, et d'une mère, employée de grande surface. Troisième d'une fratrie de cinq enfants, il grandit dans le quartier populaire de Rivière salée, en lisière de Nouméa.
Touché par sa condition de déraciné, le jeune Paul, de nature introverti, trouve dans l’écriture un moyen d’expression salutaire. Il écrit ses premiers textes au lycée Jules Garnier en côtoyant des amis rappeurs. Puis il fait des études en « Langues et Cultures Régionales » à l' Université de la Nouvelle-Calédonie ,.
En 2006, il publie son premier recueil de poèmes Le pleurnicheur, dont le titre fait référence aux premiers cris que poussent le nouveau-né .
En qualité de professeur de la langue kanak Drehu, il enseigne dans plusieurs établissements scolaires de Nouméa.
En parallèle, il anime des ateliers d’initiation à la pratique du slam et arpente les scènes locales, régionales et internationales : festival Étonnants Voyageurs, Salon du livre de Paris, Festival des arts du Pacifique…
En 2007, Il prend la décision de se consacrer entièrement à son art et renonce à sa carrière d'enseignant.
Il associe la musique à ses textes et publie, en 2008, son premier livre CD intitulé J’aime les mots .
Figure emblématique, toute générations et toutes communautés confondues, en Nouvelle-Calédonie, il crée les deux spectacles :
- Shok ?!  présenté pour la première fois en 2011 par Paul WAMO, entouré de la troupe traditionnelle du Wetr et de la compagnie Nyian. Un spectacle qui mêle textes engagés, danse traditionnelle et contemporaine kanak. Dans le même élan, son épouse Léna Wamo et lui créent une association du même nom dont le but est d’accompagner les artistes et compagnies émergentes de Nouvelle-Calédonie[6],[4].
- EkoooO en 2013. Un spectacle réalisé avec le soutien du Chapitô et du centre culturel Tjibaou, où il le présente en septembre pour la première fois. Cette performance solo est également présentée au Musée du quai Branly dans le cadre de l’exposition Kanak l’art est une parole [7],[8].

Dans le cadre de l'exposition, avec plusieurs artistes, il participe à l'album K Muzik, en octobre 2013. Cet album fera l'objet d'une belle médiatisation qui inscrit Paul Wamo en chef de file du slam local ,,.
La même année, il rencontre Christian Bordarier, qui lui propose de l'accompagner pour le développement d’un EP en France hexagonale. Il collabore également avec David Leroy, auteur de Daddy DJ, qui compose son titre électro funk kanéka Aemoon, primé au Festival de La Foa ,.
Défini comme un artiste hors catégorie, les médias le décrivent tour à tour comme un poète, slameur, conteur d'une grande sensibilité ,.
Issu de la scène slam, de la performance scénique, Paul Wamo enchaîne des prestations remarquées par les médias nationaux, et se produit l'année suivante au Babel Med sur le stand du POEMART (le Pôle d'Exportateur de la Musique et des Arts de Nouvelle-Calédonie) ,,.
Depuis 2015, son épouse et lui sont installés en France métropolitaine. Désireux de rencontrer un large public, Paul Wamo participe à de nombreux projets artistiques autour de l’écriture et de l’oralité. Il intervient aussi bien dans la rue, que dans les écoles et lors de manifestations culturelles dans les villes de France et d'ailleurs ,,.

## Ses contributions littéraires et musicales

### Discographie
- 2014 : SOL son premier EP en autoproduction. Réalisé par Lionel Gaillardin et enregistré au Studio Bonzaï à Paris.

Au mois de juillet, son clip, Aemoon, mis en musique par David Leroy et en image par Théo Quillier, remporte deux prix au festival de La Foa ,.
- 2013 : K Muzik le meilleur de la musique kanak contemporaine - Poemart/Absilone/Socadisc. Un album de 14 titres avec Boagan, Gulaan, Jean-Philip Ihnomadra, Ykson, Les Danseurs Du Wetr Kréation et Paul Wamo.
- 2008 : J'aime les Mots – éditions L’Herbier de feu /Grain de sable. Un livre-cd contenant les textes et photos de Paul Wamo, ainsi qu'un disque de 17 titres.

### Prestations scéniques et résidences
2016
Spectacle de restitution de résidence 3 Saisons prévu au Théâtre de la Coupe d'Or le 27 mars .
2015
- résidence artistique intitulée 3 Saisons au Festival Rochefort Pacifique Cinéma & Littérature [22].
- performance au festival Les rendez-vous de l’Histoire autour du livre de l'ethnologue Alban Bensa Les Sanglots de l’aigle pêcheur -Nouvelle Calédonie : guerre kanak de 1917 [23].
- deux performances au festival Marathon des mots à Toulouse. L'une intitulée Basquiat d'après le nouveau roman de Pierre Ducrozet, l'autre autour du dernier livre de l'ethnologue Alban Bensa [24].
- participation à Rencontre avec la poésie insulaire en collaboration avec le poète haïtien James Noël à l'Institut Français du Mali de Bamako [25].
- performance poétique à deux voix avec le poète Emanuel Campo intitulée On est Là au centre culturel de Torcy [26].
- deux résidences autour du live de présentation de son disque : résidence son avec Christian Bordarier et une résidence scénique avec Juliette Solal
- concert au festival des OUTRE-MERS pendant lequel il présente son dernier disque SOL [27].
- résidence artistique en Bretagne avec l'association Rhizomes [28].

2014:
- participation au Salon du livre de Paris [29].
- participation au 1er Salon du livre de Rochefort-sur-Mer [30].

## Décoration
- Médaille d'honneur de l'engagement ultramarin, échelon bronze[31]